# Pusztafalu
Pusztafalu (vyslovováno [pustafalu], slovensky Pustá Ves) je malá vesnička v Maďarsku v župě Borsod-Abaúj-Zemplén, spadající pod okres Sátoraljaújhely. Patří spolu s Füzérem a Hollóházou do nejsevernějších maďarských obcí. Nachází se asi 7 km severozápadně od Pálházy a 22 km severozápadně od Sátoraljaújhely. V roce 2015 zde žilo 179 obyvatel. Dle údajů z roku 2001 byli všichni maďarské národnosti.
Sousedními vesnicemi jsou Filkeháza, Füzér a Füzérkomlós.

## Historie
Obyvatelé Pusztafalu jsou pravděpodobně předky Mongolů, kteří se zde ve starověku usadili. První písemná zmínka o vesnici pochází z roku 1389, kdy byla zmiňována jako Puztawyfalu a byla součástí Füzéru. V roce 1565 byla během turecké okupace osada vypálena Turky, podařilo se ji znovu obnovit až v roce 1715.